# 蔡徐坤篮球视频事件
蔡徐坤篮球视频事件是发生于2019年上半年的一宗网络模因事件，起源于年初時NBA官方發布首位新春贺岁形象大使蔡徐坤的影片所帶來的後续效應并持续至今。事件發生後蔡徐坤委托律師事務所向哔哩哔哩的注册公司发送律师函。

## 事件经过

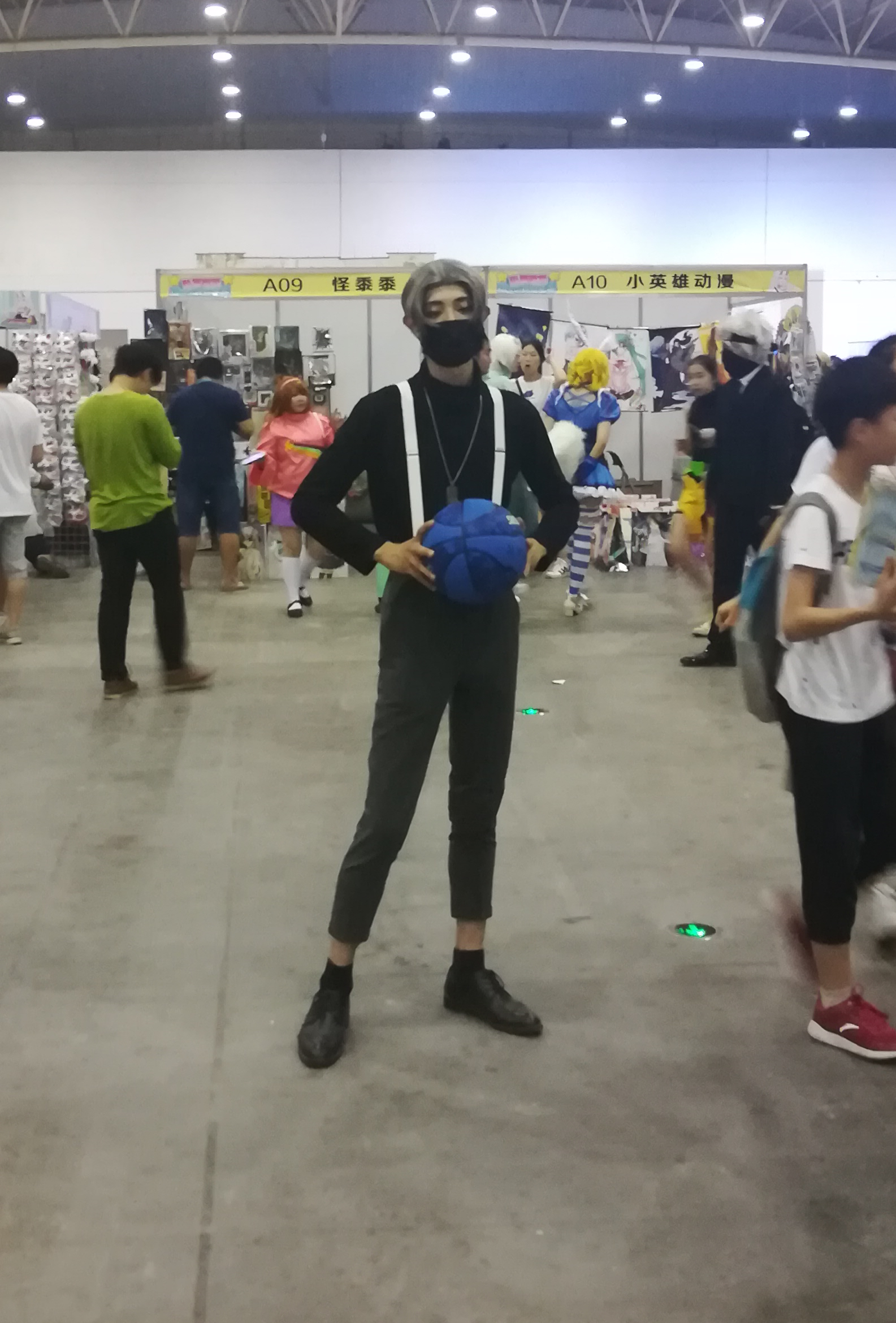
民众在漫展上模仿蔡徐坤打篮球

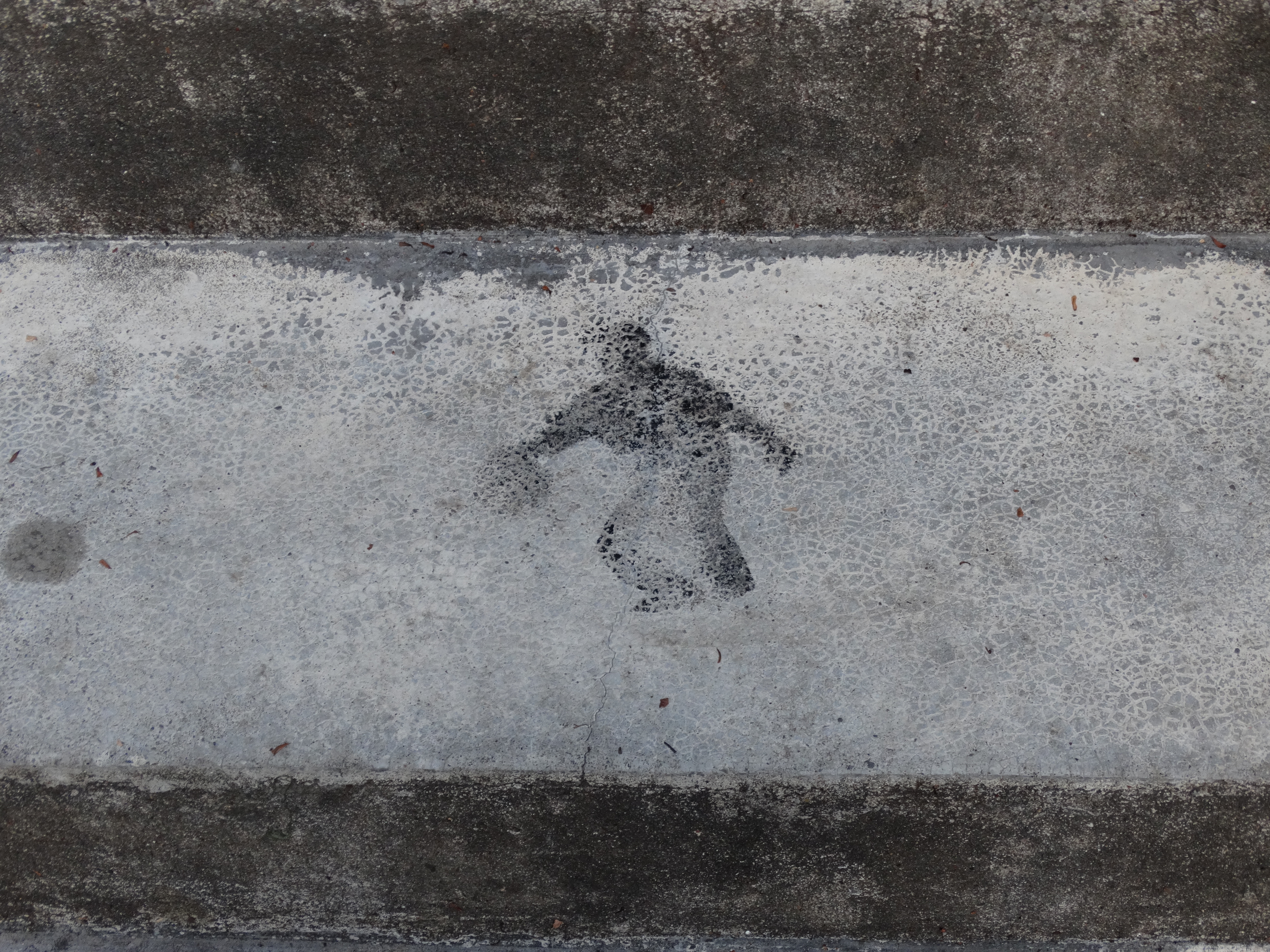
重庆某校园过道楼梯处蔡徐坤贴纸

2019年1月18日，NBA官方在新浪微博宣布蔡徐坤为首位NBA新春贺岁形象大使，并发布蔡徐坤作为球迷角色和NBA球星阿德托昆博、利拉德和克雷·湯普森联袂拍摄的贺岁宣传片。此举引发了大量中国球迷的不满。随后，有网友翻出了蔡徐坤在2017年底录制的《偶像练习生》自我介绍视频。这段视频中，蔡徐坤在iKON的《B-DAY》伴奏音乐中展示了自己的篮球技术后，还配合音乐《只因你太美》表演了一段舞蹈。随后，该视频中的打球片段被网友进行二次创作以用于调侃或者恶搞。蔡徐坤在该视频中演唱的歌曲《只因你太美》中歌词“只因你太美”因语速太快听起来像“鸡你太美”而走红，并引发了大量空耳与鬼畜恶搞。
事件发生后，“你打球像蔡徐坤”不仅成为嘲讽他人球技欠佳（还装模作样）的用语，蔡徐坤的部分粉丝也因此在校园等公共场所遭受言语攻击等暴力。
2019年4月12日，上海正策律师事务所、上海天尚律师事务所受蔡徐坤本人之委托，向持有bilibili网站《信息网络传播视听节目许可证》的注册主体——上海宽娱数码科技有限公司发送律师告知函。文中指出，bilibili存在大量对蔡徐坤表演视频进行恶意剪辑的鬼畜视频，涉嫌故意诽谤以及滥用肖像，已严重侵犯蔡徐坤的合法权益，要求哔哩哔哩对这类视频做删除处理。随后，蔡徐坤工作室也转发了这封律师函。当天晚上，蔡徐坤的部分粉丝站也通过新浪微博宣布无限期退出哔哩哔哩以抗议平台对视频内容的审核不当。哔哩哔哩随后对这一律师告知函作出回应，称“相信法律自有公断”。

## 后续事件
2019年5月17日，正值国际博物馆日前夕。联合国教科文组织在其官方微博宣传“欧洲博物馆之夜”活动，微博配图为意大利艺术家埃利亚·艾尤尔斐的青铜雕塑作品《珍奇鸟类组合》，写道：“你喜欢唱、跳、rap、篮球，是不是也喜欢逛博物馆呢？”并且在下方用“鸡你太美”形容该艺术品。此微博一出，立即遭到蔡徐坤粉丝以及部分普通网民的抗议和批评，认为此举有损一个国际组织官方宣传的应有形象和担当。
2019年10月8日，受休斯敦火箭總經理达雷尔·莫雷发表争议言论影响，蔡徐坤工作室发布声明称已停止所有与NBA的合作。12月18日，B站UP主运营部总监皮力在“中国新文娱大会”上谈及吳亦凡歌曲《大碗宽面》时，表示吴亦凡团队借助“蔡徐坤打篮球事件”将负面事件洗白，并承认B站在其中推波助澜，引发热议。
2020年1月播出的《吐槽大会》中，董又霖调侃郑云龙打篮球不如蔡徐坤，郑云龙则回应称：“我不如蔡徐坤不是很正常的事儿吗，人家篮球打得就是好。”3月，《青春有你》第二季开播。青春制作人代表蔡徐坤看到训练生陆柯燃特长为“篮球”后说道：“曾经我也以为打篮球是我的特长，后来我才知道这只是我的爱好而已。”5月2日，蔡徐坤在《青春有你》第二季第16期中透露，曾在海外公演时被喊“你在打球吗，还不上来”，当时心情不好。6月，艾热在《说唱听我的》节目中问王琳凯打篮球“有没有蔡徐坤打得好”，引发了蔡徐坤粉丝的不满。说唱歌手杨和苏认为开个玩笑没问题，不违背道德或法律。
2022年7月1日，《奔跑吧》第十季第8期播出，節目中蔡徐坤在到達足球場時自我調侃道：「以前我都是穿背帶褲打籃球的，現在你讓我穿背帶褲踢足球了是吧？」
2025年5月蔡徐坤发布单曲《Deadman》后，接受了Bilibili UP主HOPICO的采访，并表示最近有在“打篮球”，且有注册账号成为UP主的意向。该采访也被视为蔡徐坤与Bilibili的和解。

## 相关事件
2022年，快手用户悠悠球琛总因为在视频中使用了《只因你太美》作为背景音乐，遭到蔡徐坤粉丝的质问。作为回应，他在自己的视频中加大了对蔡徐坤的恶搞力度。以此为契机，蔡徐坤相关模因在网络上重新开始流行，不少博主和网友开始对蔡徐坤的一些行为进行恶搞；蔡徐坤粉丝的话语权也严重流失，一些粉丝的言论成为网友的玩梗素材。
2023年3月7日，人民网微博账号“@人民网评”发表评论文章《人民热评：不能让恶俗的网络烂梗毒害孩子》。文章称“鸡你太美”是网络烂梗，同样被列举的还有“老六”、“giao”、“绿茶”、“想你的腿，亲你的嘴”等。随后，“#人民网评鸡你太美是恶俗烂梗#”话题登上微博、抖音热搜，引发网络争议。微博热搜导语称，网络时代，出现网言网语很正常，但是，网言网语不等于奇言怪语，也不等于胡言乱语，更不等于污言秽语。
同时，企查查app显示，多个以“鸡你太美”注册的商标被判无效。